# Marcellin Nadeau
Marcellin Nadeau   (Saint-Pierre, 2 de novembre de 1962) és un polític martiniquès. Va ser elegit assessor de l'Assemblea de Martinica el 2021 i diputat de la segona circumscripció de Martinica el 2022 i reelegit el 2024.

## Trajectòria
Marcellin Nadeau té un màster en dret públic i un Diploma d'Estudis Avançats en ciències de l'administració obtingut a la Universitat de Grenoble-Alps. Després va treballar com a gerent de comptabilitat.
Nadeau va ser conseller general del cantó de Le Prêcheur del 2004 al 2015, vicepresident de la comissió d'Agricultura, Pesca i Desenvolupament Rural dins del Consell General de Martinica i president de la comissió d'Esport i Cultura. Va ser alcalde de Le Prêcheur del 2008 al 2022. Després de ser membre del Moviment dels Demòcrates i Ecologistes per una Martinica Sobirana (MODEMAS), partit nacionalista fundat per Garcin Malsa, va fundar el 2019, amb el diputat Jean-Philippe Nilor, el moviment polític Péyi-A. Des de la seva creació ha estat el copresident d'aquest partit.
Nadeau va ser elegit diputat per la segona circumscripció de Martinica durant les eleccions legislatives franceses de 2022, amb el 63,46 % dels vots. El juny de 2024, arran de la dissolució de l'Assemblea Nacional, es va presentar a la reelecció pel Nou Front Popular. Va guanyar la primera volta amb el 50,79% dels vots contra Yan Monplaisir de divers droite.